# Josef Krautwald von Annau
Josef svobodný pán Krautwald von Annau (německy Joseph Freiherr Krautwald von Annau) (1. října 1858 Vídeň – 13. dubna 1925 Bratislava) byl rakousko-uherský generál a vojevůdce první světové války. V c. k. armádě sloužil od roku 1879 a vystřídal působení u různých jednotek po celé monarchii. Na začátku první světové války se v hodnosti polního podmaršála jako velitel divize uplatnil na východní frontě v Haliči. Během bojů v Karpatech byl již samostatným velitelem armádního sboru, od roku 1915 bojoval na italské frontě. V roce 1917 dosáhl hodnosti generála pěchoty a v roce 1918 byl povýšen na barona. Po zániku monarchie žil v Bratislavě a v československé armádě obdržel hodnost generála III. třídy ve výslužbě (1919).

## Životopis

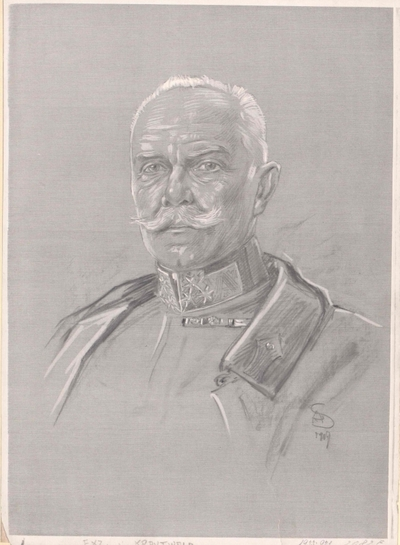
Generál Josef Krautwald von Annau

Byl synem generálmajora Josefa Krautwalda (1821–1886) povýšeného v roce 1880 do šlechtického stavu. Podle otcova služebního zařazení strávil dětství na různých místech monarchie, takže základní vzdělání získal v Hradci Králové a Sibiu, gymnázium absolvoval v Praze a v letech 1875–1879 studoval na Technické vojenské akademii ve Vídni. Do armády vstoupil v roce 1879 jako poručík u 2. ženijního pluku v Banja Luce a v roce 1882 byl povýšen na nadporučíka. V letech 1883–1885 si doplnil vzdělání na Válečné škole (K.u.k. Kriegschule) ve Vídni a následně byl jako kapitán zařazen do sboru důstojníků generálního štábu (1888). Zároveň sloužil u ženistů v Brně (1888–1892) a Linzi (1892–1896). V roce 1896 byl povýšen na majora a další čtyři roky strávil jako velitel ženijního praporu v Ptuji (1896–1900).
V roce 1900 získal hodnost podplukovníka a stal se velitelem praporu u pěšího pluku č. 96 v Rijece a Karlovaci, současně působil jako pedagog na vojenské škole v Záhřebu. V letech 1904–1910 byl velitelem pěšího pluku č. 96 a v roce 1904 dosáhl hodnosti plukovníka. Jako generálmajor (1910) převzal velení 53. pěší brigády v Košicích a od roku 1912 byl velitelem 34. pěší divize v Temešváru. K datu 1. května 1913 byl povýšen do hodnosti polního podmaršála.

### První světová válka
Na začátku první světové války byl se svou divizí začleněn do armádního sboru generála Meixnera určeného k invazi do Srbska. K tomu ale nedošlo a ještě v létě 1914 byl Krautwald přeložen na východní frontu, kde se zúčastnil bojů o Halič. V lednu 1915 byl pověřen velením 10. armádního sboru, s nímž měl podíl na úspěšné ofenzívě v Karpatech proti ruským vojskům. V březnu 1915 byl jmenován velitelem 3. armádního sboru a byl přeložen na italskou frontu, kde se zúčastnil dvou bitev na Soči v rámci armády maršála Boroeviće. V květnu a červnu 1916 vedl úspěšný útok proti 1. italské armádě a obsadil Asiago. K datu 1. května 1917 byl povýšen do hodnosti generála pěchoty a po začlenění svého sboru do 11. armády generála Scheuchenstuela bojoval ve vítězné bitvě u Monte Ortigara (červen 1917). Poté organizoval další útoky proti italské armádě a koncem roku 1917 svedl první úspěšné boje na Piavě. V severní Itálii setrval do ledna 1918, kdy ze zdravotních důvodů požádal o uvolnění z funkce a byl odeslán na dovolenou.
V rakousko-uherské armádě byl formálně penzionován k datu 1. ledna 1919. Usadil se v Bratislavě a požádal o služební zařazení do nově vzniklé československé armády. K datu 1. listopadu 1919 mu byla přiznána hodnost československého generála III. třídy ve výslužbě s nárokem na penzi. Zemřel v Bratislavě a byl pohřben na Ondřejském hřbitově.

## Tituly a ocenění
Od roku 1880 byl spolu s otcem uživatelem šlechtického titulu rytíř (Ritter Krautwald von Annau). Po opuštění aktivní služby v roce 1918 byl povýšen do stavu svobodných pánů, téhož roku také získal titul c. k. tajného rady s nárokem na oslovení Excelence. Během vojenské služby získal řadu ocenění, kromě vyznamenání v Rakousku-Uhersku byl nositelem Řádu rumunské hvězdy (1909).
- Jubilejní pamětní medaile (1898)
- Vojenský záslužný kříž III. třídy (1904)
- Řád železné koruny III. třídy (1908)
- Vojenský jubilejní kříž (1908)
- Mobilizační kříž (1913)
- Řád železné koruny II. třídy s válečnou dekorací (1914)
- Vyznamenání za zásluhy o Červený kříž (1915)
- Řád železné koruny I. třídy s válečnou dekorací (1915)
- Vojenský záslužný kříž II. třídy s válečnou dekorací (1916)
- Leopoldův řád I. třídy s válečnou dekorací (1916)
- Vojenská záslužná medaile s válečnou dekorací (1917)
- Vojenský záslužný kříž I. třídy s válečnou dekorací (1918)